# Дорийское вторжение

Карта переселения греческих племён на рубеже II—I тысячелетий до н. э. (дорийцы обозначены красной линией)

Дорийское вторжение (греч. Κάθοδος των Δωριέων) — гипотетическое массовое переселение дорийцев с севера на Пелопоннес в конце бронзового века (XIII—XII вв. до н. э.). С вторжением дорийцев связывают упадок микенской цивилизации, движение народов моря и начало «тёмных веков». Археологическим свидетельством вторжения учёные называют деградацию традиций микенской керамики и распространение геометрического стиля.
О мифологическом описании вторжения см. Гераклиды.

## Последствия вторжения
Вместе с так называемыми дорийцами на Пелопоннесе распространились: фибулы (застёжки на одежду, прародители современных английских булавок); длинные мечи (до этого в ходу были только короткие); культура полей погребальных урн: погребение умерших, описанное в «Илиаде» и «Одиссее» — сжигание трупа и погребение пепла в урнах. Таким образом, после вторжения дорийцев множество таких погребений стали превращаться в «кладбища», поля.
Дорийцы привнесли на территорию Эллады и новое общественное устройство, именно с их вторжения началось формирование новой греческой цивилизации. Так как дорийцы не были носителями единой культуры, то различные их племена по-разному адаптировались к новым условиям обитания и взаимодействовали с местными. Это предопределило дальнейшие различия и между греческими полисами.
Дорийские племена образовывали города-поселения, в которых существовал патриархальный уклад и которые объединяли вокруг себя несколько племён. Базой для этих новых образований были поселения ахейцев. Кроме того, взаимодействуя с культурой последних, дорийцы постепенно стали оседлыми, а их основным занятием стало земледелие. Эти города одновременно становились и религиозными центрами. В качестве покровителя избирался главный бог того или иного племени, однако другие боги также оставались почитаемыми.
Главой такого города-протополиса был верховный жрец, который носил определённые знаки отличия, а власть свою передавал по наследству наиболее старшему представителю своего рода, то есть формой правления стала теократическая монархия. Таким образом, важнейшим последствием дорийского вторжения для Древней Греции явилось именно становление новой политической организации: был создан прообраз той совокупности городов-государств, полисов, которые существовали в классическую эпоху.